# Elphos
Elphos là một chi bướm đêm thuộc họ Geometridae.

## Các loài
- Elphos albifascia
- Elphos aoupiniensis
- Elphos brabanti
- Elphos cavimargo
- Elphos exalbata
- Elphos hymenaria
- Elphos hypocallistis
- Elphos insueta
- Elphos lutulenta
- Elphos megaspilata
- Elphos moesta
- Elphos moltrechti
- Elphos nimia
- Elphos obliterata
- Elphos pallida
- Elphos pardicelata
- Elphos picaria
- Elphos praestans
- Elphos praeumbrata
- Elphos procellosa
- Elphos sauteri
- Elphos scolopaiea
- Elphos sinensis
- Elphos subrubida